# Reprezentacja Mołdawii w piłce ręcznej mężczyzn
Reprezentacja Mołdawii w piłce ręcznej mężczyzn to narodowy zespół piłkarzy ręcznych Mołdawii. Reprezentuje swój kraj w rozgrywkach międzynarodowych. Dotychczas nie udało mu się uczestniczyć w wielkiej imprezie..

## Występy wMistrzostwach Świata[2]
- Brak udziału